# Епігенетика шизофренії
Епігенетична основа шизофренії - це зміни у експресії певних генів без зміни нуклеотидної послідовності ДНК, що призводять до появи характерних симптомів шизофренії.

### Внесок у розвиток хвороби
Шизофренія наразі не асоційована із змінами у певних генах через брак точності у існуючих методах аналізу геномних асоціацій. Кожен аналіз надає новий список генів, які можуть бути пов'язані із хворобою. Проте психотичні симптоми шизофренії можуть бути не тільки проявом змін у геномі, а й реакцією на оточуюче середовище. Серед значущих факторів виділяють життя в урбаністичних умовах, складне дитинство, зловживання наркотичними речовинами. Вони впливають на активацію епігенетичних механізмів психічного розладу.
Незважаючи на відсутність єдиної нейропатології, велика частина випадків шизофренії викликана зміною експресії генів у корі головного мозку, частина з яких також кодує білки, важливі для мієлінізації чи інгібіторної та збудливої нейромедіації .

### GABA-ергічна система
У пацієнтів із шизофренією спостерігається дисрегуляція генів, що відповідають за роботу глутамінової кислотної декарбоксилази (GAD1) та рієліну (RELN) у GABA-ергічних нейронах кори головного мозку та гіпокампу. Це пов'язано із гіперметилюванням промоторів цих генів.
Розширений аналіз епігенетичних міток геному показує, що велика кількість CpG сайтів (серед яких також гени глутаматних рецепторів, глутаматних транспортерів та білку, який регулює продукцію GABA-рецепторів) є гіперметильованими. Тому ці мітки асоціюють із виникненням шизофренії.

### Серотонінергічна система
Епігенетичні зміни у гені, що кодує 5-HT2A тип серотонінових рецепторів (HTR2A) були асоційовані із розвитком шизофренії. Найбільш вивчені поліморфізм у першому екзоні HTR2A — це синонімічна заміна Тимін/Цитозин у положенні 102 (102 Т/С).
У двох поліморфних сайтах у HTR2A були виявлені метильовані CpG ділянки. Перший сайт 102 Т/С SNP та другий — 1438 A/G SNP у промоторі гена. Метилювання промотора корелює з рівнем експресії HTR2A. Проте у здорових людей та хворих на шизофренію не знайдено суттєвої різниці у метилюванні гену. Тому метилювання може бути лише наслідком змін у послідовності основ ДНК.

### Дофамінергічна система
Промотор гену катехоламін-о-метилтрансферази, пов'язаної з мембраною (MB-COMT) має менший ступінь метилювання у людей з шизофренією та біполярним розладом у порівнянні зі здоровим контролем. Особливо це стосується лівої фронтальної кори. Тобто експресія гену MB-COMT у людей з шизофренією більша. 
Продукт цього гену відповідальний за метаболізм дофаміну у дорсолатеральній префронтальній корі, регіоні, відповідальному за обробку робочої пам'яті, яка порушена у людей з шизофренією.

### Нейротрофічний фактор мозку (BDNF)
Метилювання гену BDNF грає велику роль у зміні експресії генів у відповідь на вплив зовнішнього середовища, зокрема і соціальні взаємодії.  Соціальний досвід у перший тиждень постнатального періоду провокує зміни у ДНК-метилюванні, у тому числі гену BDNF. Ця подія асоційована зі зниженим рівнем експресії гену у префронтальній корі вже дорослої людини.
Пацієнти із шизофренією мають знижений рівень BDNF протеїну, а також BDNF мРНК. Що пов'язано із збільшеним метилюванням гену BDNF.

### Модифікація гістонів
У 2005 році було продемонстровано, що модифікація гістонів також може бути пов'язана із шизофренією. Група Акбаріана у зразках з префронтальної кори виявила збільшене Н3-метилювання у пацієнтів з шизофренією. Також вони знайшли триметилювання Н3-лізину 4 та 27 і підвищення експресії гістонацетилази 1.

### Список джерел
1. ↑  van Os, Jim; Kenis, Gunter; Rutten, Bart P. F. (11 листопада 2010). The environment and schizophrenia. Nature. Т. 468, № 7321. с. 203—212. doi:10.1038/nature09563. ISSN 1476-4687. PMID 21068828. Архів оригіналу за 28 лютого 2020. Процитовано 4 січня 2020.
2. ↑  Akbarian, Schahram (2014-9). Epigenetic mechanisms in schizophrenia. Dialogues in Clinical Neuroscience. Т. 16, № 3. с. 405—417. ISSN 1294-8322. PMC 4214181. PMID 25364289. Процитовано 4 січня 2020.
3. ↑  Guidotti, A.; Auta, J.; Davis, J. M.; Di-Giorgi-Gerevini, V.; Dwivedi, Y.; Grayson, D. R.; Impagnatiello, F.; Pandey, G.; Pesold, C. (2000-11). Decrease in reelin and glutamic acid decarboxylase67 (GAD67) expression in schizophrenia and bipolar disorder: a postmortem brain study. Archives of General Psychiatry. Т. 57, № 11. с. 1061—1069. doi:10.1001/archpsyc.57.11.1061. ISSN 0003-990X. PMID 11074872. Архів оригіналу за 20 липня 2019. Процитовано 4 січня 2020.
4. ↑  Fatemi, S. H.; Earle, J. A.; McMenomy, T. (2000-11). Reduction in Reelin immunoreactivity in hippocampus of subjects with schizophrenia, bipolar disorder and major depression. Molecular Psychiatry. Т. 5, № 6. с. 654—663, 571. doi:10.1038/sj.mp.4000783. ISSN 1359-4184. PMID 11126396. Архів оригіналу за 20 липня 2019. Процитовано 4 січня 2020.
5. ↑  Connor, Caroline M.; Akbarian, Schahram (2008-03). DNA methylation changes in schizophrenia and bipolar disorder. Epigenetics. Т. 3, № 2. с. 55—58. doi:10.4161/epi.3.2.5938. ISSN 1559-2308. PMID 18398310. Процитовано 4 січня 2020.
6. ↑  Mill, Jonathan; Tang, Thomas; Kaminsky, Zachary; Khare, Tarang; Yazdanpanah, Simin; Bouchard, Luigi; Jia, Peixin; Assadzadeh, Abbas; Flanagan, James (2008-03). Epigenomic profiling reveals DNA-methylation changes associated with major psychosis. American Journal of Human Genetics. Т. 82, № 3. с. 696—711. doi:10.1016/j.ajhg.2008.01.008. ISSN 1537-6605. PMC 2427301. PMID 18319075. Архів оригіналу за 23 липня 2019. Процитовано 4 січня 2020.
7. ↑  Inayama, Y.; Yoneda, H.; Sakai, T.; Ishida, T.; Nonomura, Y.; Kono, Y.; Takahata, R.; Koh, J.; Sakai, J. (16 лютого 1996). Positive association between a DNA sequence variant in the serotonin 2A receptor gene and schizophrenia. American Journal of Medical Genetics. Т. 67, № 1. с. 103—105. doi:10.1002/(SICI)1096-8628(19960216)67:13.0.CO;2-S. ISSN 0148-7299. PMID 8678105. Процитовано 4 січня 2020.
8. ↑  Williams, J.; McGuffin, P.; Nöthen, M.; Owen, M. J. (26 квітня 1997). Meta-analysis of association between the 5-HT2a receptor T102C polymorphism and schizophrenia. EMASS Collaborative Group. European Multicentre Association Study of Schizophrenia. Lancet (London, England). Т. 349, № 9060. с. 1221. doi:10.1016/s0140-6736(05)62413-0. ISSN 0140-6736. PMID 9130948. Процитовано 4 січня 2020.
9. ↑  De Luca, Vincenzo; Viggiano, Emanuela; Dhoot, Ranbir; Kennedy, James L.; Wong, Albert H. C. (2009-02). Methylation and QTDT analysis of the 5-HT2A receptor 102C allele: analysis of suicidality in major psychosis. Journal of Psychiatric Research. Т. 43, № 5. с. 532—537. doi:10.1016/j.jpsychires.2008.07.007. ISSN 0022-3956. PMID 18783799. Процитовано 4 січня 2020.
10. 1 2  Abdolmaleky, Hamid Mostafavi; Cheng, Kuang-Hung; Faraone, Stephen V.; Wilcox, Marsha; Glatt, Stephen J.; Gao, Fangming; Smith, Cassandra L.; Shafa, Rahim; Aeali, Batol (1 листопада 2006). Hypomethylation of MB-COMT promoter is a major risk factor for schizophrenia and bipolar disorder. Human Molecular Genetics. Т. 15, № 21. с. 3132—3145. doi:10.1093/hmg/ddl253. ISSN 0964-6906. PMC 2799943. PMID 16984965. Архів оригіналу за 29 травня 2016. Процитовано 4 січня 2020.
11. ↑  Roth, Tania L.; Lubin, Farah D.; Funk, Adam J.; Sweatt, J. David (1 травня 2009). Lasting epigenetic influence of early-life adversity on the BDNF gene. Biological Psychiatry. Т. 65, № 9. с. 760—769. doi:10.1016/j.biopsych.2008.11.028. ISSN 1873-2402. PMC 3056389. PMID 19150054. Архів оригіналу за 21 жовтня 2017. Процитовано 4 січня 2020.
12. ↑  Branchi, I.; Francia, N.; Alleva, E. (2004-09). Epigenetic control of neurobehavioural plasticity: the role of neurotrophins. Behavioural Pharmacology. Т. 15, № 5-6. с. 353—362. doi:10.1097/00008877-200409000-00006. ISSN 0955-8810. PMID 15343058. Архів оригіналу за 25 квітня 2015. Процитовано 4 січня 2020.
13. ↑  Akbarian, Schahram; Ruehl, Martin G.; Bliven, Erin; Luiz, Lori A.; Peranelli, Amy C.; Baker, Stephen P.; Roberts, Rosalinda C.; Bunney, William E.; Conley, Robert C. (2005-08). Chromatin alterations associated with down-regulated metabolic gene expression in the prefrontal cortex of subjects with schizophrenia. Archives of General Psychiatry. Т. 62, № 8. с. 829—840. doi:10.1001/archpsyc.62.8.829. ISSN 0003-990X. PMID 16061760. Процитовано 4 січня 2020.
14. ↑  Sharma, Rajiv P.; Grayson, Dennis R.; Gavin, David P. (2008-01). Histone deactylase 1 expression is increased in the prefrontal cortex of schizophrenia subjects: analysis of the National Brain Databank microarray collection. Schizophrenia Research. Т. 98, № 1-3. с. 111—117. doi:10.1016/j.schres.2007.09.020. ISSN 0920-9964. PMC 2254186. PMID 17961987. Процитовано 4 січня 2020.
15. ↑  Huang, Hsien-Sung; Akbarian, Schahram (29 серпня 2007). GAD1 mRNA expression and DNA methylation in prefrontal cortex of subjects with schizophrenia. PloS One. Т. 2, № 8. с. e809. doi:10.1371/journal.pone.0000809. ISSN 1932-6203. PMC 1950080. PMID 17726539. Архів оригіналу за 20 листопада 2010. Процитовано 4 січня 2020.{{cite news}}:  Обслуговування CS1: Сторінки із непозначеним DOI з безкоштовним доступом (посилання)
16. ↑  Huang, Hsien-Sung; Matevossian, Anouch; Whittle, Catheryne; Kim, Se Young; Schumacher, Armin; Baker, Stephen P.; Akbarian, Schahram (17 жовтня 2007). Prefrontal dysfunction in schizophrenia involves mixed-lineage leukemia 1-regulated histone methylation at GABAergic gene promoters. The Journal of Neuroscience: The Official Journal of the Society for Neuroscience. Т. 27, № 42. с. 11254—11262. doi:10.1523/JNEUROSCI.3272-07.2007. ISSN 1529-2401. PMC 6673022. PMID 17942719. Архів оригіналу за 16 травня 2018. Процитовано 4 січня 2020.